# 莉莉娅·斯卡拉
莉莉娅·斯卡拉（Lilia Skala，原姓Sofer；1896年11月28日—1994年12月18日）是一名奥地利裔美国建筑师、演员，以《原野百合花》中的表演为后人铭记，她也因此获奥斯卡最佳女配角奖提名。在成为演员之前，她是一名建筑师，是奥地利早期女性建筑师之一。1930年代末期逃难到美国。